# Mimosa canahuensis
Mimosa canahuensis  es una especie de planta en la familia Mimosaceae. Es un árbol endémico de Guatemala y fue únicamente registrado en la montaña de Canahui en el departamento de El Progreso a una altitud de 1600 a 2300 m s. n. m.

## Taxonomía
Mimosa canahuensis fue descrita por Standl. & Steyerm. y publicado en Publications of the Field Museum of Natural History, Botanical Series 23(4): 163. 1944.
Etimología
Mimosa: nombre genérico derivado del griego μιμος (mimos), que significa "imitador"
canahuensis: epíteto geográfico que alude a su localización en la montaña de Canahui en el departamento de El Progreso